# アルハラ駅
アルハラ駅（アルハラえき）は、ロシア連邦アムール州アルハリンスキー地区アルハラにある、ロシア鉄道（РЖД）の駅。シベリア鉄道上の駅であり、長距離列車やエレクトリーチカが停車する。エレクトリーチカは東方面（オブルチエ行き）のみの運行で、当駅-チェルヌイシェフスク・ザバイカリスキー駅間はエレクトリーチカの運行が無い。
当駅は極東鉄道支社管轄であるが、当駅からイルクーツク方面は東シベリア鉄道支社の管轄となり、当駅とシュラヴリ駅の間にある8077.13〜8078km地点がザバイカリエ鉄道支社と極東鉄道支社の境界となっている。

## ダイヤ[1]
ウラジオストクとモスクワを結ぶ列車を中心に、下記の列車が発着する。普通列車以外は、全て夜行列車である。
- 特急（001/002列車）：　ウラジオストク - モスクワ　【2日間隔で運行】
ロシア号の愛称がつけられている。アルハラ以東は、特急の中でも特に停車駅が少ない。
- 特急（007/008列車）：　ウラジオストク - ノヴォシビルスク　【毎日運行】
アルハラ以東は、特急の中でも特に停車駅が少ない。
- 特急（035Ч/035Э列車）：　ハバロフスク - ブラゴベシチェンスク　【毎日運行】
ハバロフスク - ブラゴベシチェンスク号の愛称がつけられている。
- 特急（099/100列車）：　ウラジオストク - モスクワ　【毎日運行】
ウラジオストクとモスクワを結ぶ毎日運行列車。
- 特急（325Ж/325Э列車）：　ハバロフスク - ネリュングリ　【毎日運行】
アルハラ以東は停車駅が多く、快速に近い。
- 普通：オブルチエ - アルハラ　【月・水・金・日曜のみ、一日2往復運行】
ほぼ各駅に停車する。

## 隣の駅
ロシア鉄道
シベリア鉄道
特急「ロシア」号、007/008列車
オブルチエ駅 - アルハラ駅 - ブレヤ駅
特急「ハバロフスク - ブラゴベシチェンスク」号、099/100列車
クンドゥル駅 - アルハラ駅 - ブレヤ駅
特急　325列車
タタカン駅 - アルハラ駅 - ブレヤ駅
エレクトリーチカ（オブルチエ方面）
アルハラ駅 - カリエルヌイ駅